# American Music Awards 1981
Die achten American Music Awards wurden von der American Broadcasting Company (ABC) am 30. Januar 1981 ausgestrahlt. Die Veranstaltung fand in den ABC Studios in Los Angeles, Kalifornien statt. Moderatoren waren Mac Davis, Crystal Gayle und Teddy Pendergrass.

## Gewinner und Nominierte
| Kategorie                        | Gewinner                            | Nominierungen                                                                                              |
| -------------------------------- | ----------------------------------- | --- |
| Pop/Rock Category                |                                     | |
| Favorite Pop/Rock Male Artist    | Kenny Rogers                        | Billy Joel Bob Seger                                                                                       |
| Favorite Pop/Rock Female Artist  | Barbara Streisand                   | Olivia Newton-John Linda Ronstadt                                                                          |
| Favorite Pop/Rock Band/Duo/Group | Eagles                              | Queen Rolling Stones                                                                                       |
| Favorite Pop/Rock Album          | Billy Joel – Glass Houses           | Michael Jackson – Off the Wall Bob Seger & The Silver Bullet Band – Against the Wind                       |
| Favorite Pop/Rock Song           | Queen – Another One Bites the Dust  | Pink Floyd – Another Brick in the Wall Diana Ross – Upside Down                                            |
| Soul/R&B Category                |                                     | |
| Favorite Soul/R&B Male Artist    | Michael Jackson                     | George Benson Teddy Pendergrass                                                                            |
| Favorite Soul/R&B Female Artist  | Diana Ross                          | Chaka Khan Stephanie Mills                                                                                 |
| Favorite Soul/R&B Band/Duo/Group | Earth, Wind and Fire                | Kool & The Gang The O’Jays                                                                                 |
| Favorite Soul/R&B Album          | Michael Jackson – Off the Wall      | Teddy Pendergrass – Teddy Diana Ross – Diana                                                               |
| Favorite Soul/R&B Song           | Diana Ross – Upside Down            | George Benson – Give Me the Night Larry Graham – One in a Million You                                      |
| Country Category                 |                                     | |
| Favorite Country Male Artist     | Kenny Rogers                        | Willie Nelson Charley Pride                                                                                |
| Favorite Country Female Artist   | Barbara Mandrell                    | Crystal Gayle Anne Murray                                                                                  |
| Favorite Country Band/Duo/Group  | The Statler Brothers                | Charlie Daniels Band The Oak Ridge Boys                                                                    |
| Favorite Country Album           | Kenny Rogers – The Gambler          | Waylon Jennings – Music Man Kenny Rogers – Ten Years of Gold                                               |
| Favorite Country Song            | Kenny Rogers – Coward of the County | Crystal Gayle – If You Ever Change Your Mind Kenny Rogers & Kim Carnes – Don’t Fall in Love with a Dreamer |
| Ehrenpreis                       |                                     | |
| Chuck Berry                      |                                     | |